# 堅牢な家
『堅牢な家(ハードホーム)』はHBO(日本ではスター・チャンネルが放送)のファンタジー・ドラマ・シリーズである『ゲーム・オブ・スローンズ』の第5章『竜との舞踏』の第8話である。デイヴィッド・ベニオフと D・B・ワイスによって、原作『乱鴉の饗宴』、『竜との舞踏』に基づいて脚本が書かれ、ミゲル・サポチニクが監督した。原作で言及はされているものの描かれてはいない、〈野人〉の村(ハードホーム)での戦いが映像化されている。
シオンは弟たちを殺してないとサンサに告白する。ティリオンはデナーリスの助言者となるが、ジョラーは再び追放される。ジョンは〈野人〉達を救うためにハードホームに行き、ホワイト・ウォーカーの襲撃をかいくぐって多くを連れ帰る。

## あらすじ

### キングズランディングにて
牢にいるサーセイ (レナ・ヘディ)はセプタ・ユネラ(ハンナ・ワディンガム)に罪を認めるよう迫られ、水も飲ませてもらえない。サーセイはトメンと話したいと言い、ユネラに殴られる。クァイバーン(アントン・レッサー)が来て、サーセイが近親相姦とロバート王殺しで訴追されていると言うが、サーセイは嘘だと否定する。クァイバーンは、パイセルが小評議会を取り仕切り、キャスタリー・ロックにいるサーセイの叔父の ケヴァン(イアン・ゲルダー)に戻ってトメンの〈王の手〉となるよう連絡したと話す。

### ブレーヴォスにて
アリア(メイジー・ウィリアムズ)は牡蠣売りのラナを装う。〈顔のゲーム〉をしながら、アリアはジャクェン・フ=ガー(トム・ヴラシア)にその日起きたことを話し、ジャクェンはいつもの経路を変えて港に行けと言う。港でアリアは賭博師に牡蠣を売る。ジャクェンは、客が海で溺れたにもかかわらず賭け金支払いを拒否したため、客の家族が〈顔のない男たち〉を雇って賭博師を殺そうとしていると言う。港に戻り、保険屋についてあらゆることを調べろと言う。

### 〈壁〉にて
ジリ(ハンナ・マリー)がサム(ジョン・ブラッドリー)の傷を手当てしていると、オリー(ブレノック・オコーナー)がやって来てサムと二人だけで話したいと言う。オリーは、ジョンがなぜ、村を襲って自分の家族を殺したトアマンドら〈野人〉を信用するのかサムに尋ねる。サムは、〈野人〉の助けなしではホワイト・ウォーカーの軍を破る見込みはなく、ジョンは難しい選択をしなくてはならないと説明する。

### ウィンターフェルにて
リーク(アルフィー・アレン)は部屋に監禁されたサンサ(ソフィー・ターナー)に食事を運ぶ。サンサはなぜラムジーに脱出計画のことを漏らしたのかリークに聞くが、ラムジーから逃げ出すのは無理だと答えられる。リークが出て行こうとすると、サンサはブランとリコンを殺したことを責めるが、リークは二人を見つけられず、代わりに農家の子供を殺して焼死体をスターク家の子供に見せかけたことを告白する。
大広間で、ルース・ボルトン(マイケル・マケルハットン)と助言者たちは、スタニス軍に対する戦術を練る。ウィンターフェルが修復され補給も十分な今、籠城してスタニスを待つべきだとルースは言う。ラムジーはこちらから討って出るべきだと言い、20名の優れた兵士を求める。

### ミーリーンにて
ジョラー・モーモント(イアン・グレン)とティリオン(ピーター・ディンクレイジ)はデナーリス(エミリア・クラーク)の前に引き出され、デナーリスは助命して家来とすべき理由をティリオンに問う。ティリオンは、キングズランディングでの〈王の手〉としての政治経験を役立てると言う。ティリオンはデナーリスを説得してジョラーも助命させるが、家来とはすべきでないと言い、ジョラーは再びミーリーンから追放される。デナーリスはティリオンを助言者とし、〈鉄の玉座〉を奪還する望みを語る。ウェスタロスの平民は自分の帰還を支持するはずだと主張するが、ティリオンは、平民に支持されていてもデナーリスのミーリーン統治は上手く行っていないと指摘し、ウェスタロスの統治も強力な名家の支持なしには失敗するだろうと言う。デナーリスは、ウェスタロスの各名家は上になったり下になったりする車輪のようなものであり、自分は車輪そのものを壊すつもりだと言う。一方、ジョラーはイェッザン(エンツォ・クリエンティ)のもとに戻り、デナーリスの出席する闘技場で闘う許しを請う。

### 堅牢な家(ハードホーム)にて
堅牢な家(ハードホーム)に着いたジョン・スノウ(キット・ハリントン)、トアマンド(クリストファー・ヒヴュ)、そして〈冥夜の守人〉(ナイツウォッチ)のブラザー達は、〈野人〉のリーダーとなっている〈鎧骨公〉(ロス・オヘネシー)に会う。にらみ合いの末、トアマンドは〈鎧骨公〉を殺し、長老を集めろと命令する。集会で、ジョンはドラゴングラスを〈野人〉に与え、サムがドラゴングラスの短剣でホワイト・ウォーカーを殺したことを説明する。ジョンは、来るべきホワイト・ウォーカーとの戦いで味方になれば、〈野人〉に〈壁〉の南の農地を与えると言う。マンス・レイダーの末路を聞かれたジョンは自分が殺したと認める。激怒した〈野人〉はジョンを殺そうとするが、トアマンドはジョンがマンス・レイダーに慈悲をかけたと説明してなだめる。議論の末、5千の〈野人〉が同行を承知するが、ロボダ(ザハリ・バハロヴ)率いるゼン族は拒否する。
〈野人〉が船に乗り込もうとする時、ハードホームは〈亡者〉の群れに襲われ、何百もの〈野人〉が争ってボートに乗り込もうとする。ジョンとブラザー達はハードホームの防衛に加わり、〈亡者〉の攻撃から壁を守る。ジョンとトアマンドは、ホワイト・ウォーカーが見守っているのに気付き、ジョンはドラゴングラスの武器を取り戻そうとする。小屋に入ったジョンとロボダをホワイト・ウォーカーが襲い、ロボダは殺される。ジョンはドラゴングラスを取り戻せずに小屋を逃げ出す。ホワイトウォーカーはジョンを追うが、ヴァリリア鋼の剣ロングクローを破壊することができず、ジョンに殺される。だがハードホームを守る壁は〈亡者〉の群れの前に破れ、ジョンと残りの者たちは逃げ出す。ジョンがボートに乗ると、ホワイト・ウォーカーの〈夜の王〉(ナイツ・キング)(リチャード・ブレイク)が、死者たちを〈亡者〉として甦らせる。

## 評判

### 視聴者数
『堅牢な家』の初回放送は701万人に視聴された。前々回のレイプシーンのためか低視聴率だった前回から急回復した。

### 賞
ピーター・ディンクレイジは第67回プライムタイム・エミー賞助演男優賞ドラマシリーズ部門にノミネートされたため、本エピソードを提出し受賞した。また、本エピソードでクリエイティブ・エミー賞6部門にノミネートされ、音響賞コメディ/ドラマシリーズ部門(1時間)と音響編集賞シリーズ部門を受賞した。

## 参照
1. ↑  Bibel, Sara (2015年5月27日). “Sunday Cable Ratings: 'Game of Thrones' Tops Night + 'Keeping Up With the Kardashians', 'Silicon Valley', 'Naked and Afraid' & More”. TV by the Numbers. 2015年5月27日閲覧。
2. ↑  Acuna, Kirsten (2015年6月1日). “Why everyone's faith in this season of 'Game of Thrones' has been renewed in one chart”. Business Insider. 2015年6月4日閲覧。
3. ↑  Tani, Maxwell (2015年5月20日). “A US senator says she's going to stop watching 'Game of Thrones' over 'gratuitous' rape scene”. Business Insider. 2015年5月29日閲覧。
4. ↑  Acuna, Kirsten (2015年5月28日). “'Game of Thrones' ratings are falling: Here are two possible reasons why”. Business Insider. 2015年5月28日閲覧。